# كوب فان أوفرآيسل

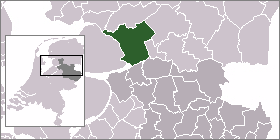
كوب فان أوفرآيسل

كوب فان أوفرآيسل (بالعربية: رأس أوفرآيسل) هي منطقة في الجزء الشمالي الغربي من المقاطعة الهولندية أوفرايسل. وتتألف من بلدية ستينفايكرلاند ويطابق المنطقة التاريخية أرض فولاهوفن. وكانت مساحتها في الماضي أوسع، وتنتمي إليها أيضاً بلديات كامبن، زفارتافاترلاند وستابهورست.